# Bert Lytell
Bert Lytell (New York, 24 febbraio 1885 – New York, 28 settembre 1954) è stato un attore statunitense attivo nel cinema muto e nel primo cinema sonoro, ove fu protagonista di numerosi film di genere romantico, melodrammatico e di avventure.

## Filmografia
- The Lone Wolf, regia di Herbert Brenon (1917)
- Empty Pockets, regia di Herbert Brenon (1918)
- The Trail to Yesterday, regia di Edwin Carewe (1918)
- No Man's Land, regia di Will S. Davis (1918)
- Boston Blackie's Little Pal, regia di E. Mason Hopper (1918)
- Unexpected Places, regia di E. Mason Hopper (1918)
- Hitting the High Spots
- The Spender, regia di Charles Swickard (1919)
- Faith, regia di Charles Swickard, Rex Wilson (1919)
- Blind Man's Eyes, regia di John Ince (1919)
- Blackie's Redemption, regia di John Ince (1919)
- The Lion's Den
- One-Thing-At-a-Time O'Day, regia di John Ince (1919)
- Easy to Make Money, regia di Edwin Carewe (1919)
- Lombardi, Ltd., regia di Jack Conway (1919)
- The Right of Way, regia di John Francis Dillon (1920)
- Alias Jimmy Valentine, regia di Edmund Mortimer e Arthur Ripley (1920)
- The Price of Redemption, regia di Dallas M. Fitzgerald (1920)
- The Misleading Lady, regia di George Irving e George Terwilliger (1920)
- A Message from Mars, regia di Maxwell Karger (1921)
- The Man Who, regia di Maxwell Karger (1921)
- A Trip to Paradise, regia di Maxwell Karger (1921)
- Alias Ladyfingers, regia di Bayard Veiller (1921)
- The Idle Rich, regia di Maxwell Karger (1921)
- The Right That Failed, regia di Bayard Veiller (1922)
- The Face Between, regia di Bayard Veiller (1922)
- Sherlock Brown, regia di Bayard Veiller (1922)
- Il favorito del re (To Have and to Hold), regia di George Fitzmaurice (1922)
- Kick In, regia di George Fitzmaurice (1922)
- Roberto di Hentzau (Rupert of Hentzau), regia di Victor Heerman (1923)
- The Meanest Man in the World, regia di Edward F. Cline (1923)
- The Eternal City, regia di George Fitzmaurice (1923)
- Un figlio del Sahara (A Son of the Sahara), regia di Edwin Carewe (1924)
- Sandra, regia di Arthur H. Sawyer (1924)
- Born Rich, regia di William Nigh (1924)
- The Boomerang, regia di Louis J. Gasnier (1925)
- Steele of the Royal Mounted, regia di David Smith (1925)
- Eve's Lover, regia di Roy Del Ruth (1925)
- La voce del sangue (Never the Twain Shall Meet), regia di Maurice Tourneur (1925)
- Sporting Life, regia di Maurice Tourneur (1925)
- Ship of Souls, regia di Charles Miller (1925)
- Il ventaglio di Lady Windermere (Lady Windermere's Fan), regia di Ernst Lubitsch (1925)
- The Gilded Butterfly, regia di John Griffith Wray (1926)
- The Lone Wolf Returns, regia di Ralph Ince (1926)
- That Model from Paris, regia di Louis J. Gasnier (1926)
- Obey the Law, regia di Alfred Raboch (1926)
- The First Night, regia di Richard Thorpe (1927)
- Alias the Lone Wolf, regia di Edward H. Griffith (1927)
- Women's Wares, regia di Arthur Gregor (1927)
- Sotto processo (On Trial), regia di Archie Mayo (1928)
- The Lone Wolf's Daughter, regia di Albert S. Rogell  (1929)
- Per l'onore della regina (The Last of the Lone Wolf), regia di Richard Boleslavsky (1930)
- Stranieri (Brothers ), regia di Walter Lang (1930)
- The Single Sin, regia di William Nigh (1931)
- I gioielli rubati (The Stolen Jools - The Slippery Pearls), regia di William C. McGann - cortometraggio (1931)
- La taverna delle stelle (Stage Door Canteen), regia di Frank Borzage (1943)